# Híria de Campania
Híria de Campània va ser una antiga ciutat acreditada només per les monedes de plata bastant nombroses que s'han trobat i que presenten les característiques típiques de Campània i s'han trobat només a aquest territori prop de Nola. Les monedes trobades s'assemblen a les de Nola, i s'ha pensat que probablement era situada no gaire lluny d'aquella ciutat, o que fins i tot fos la mateixa ciutat de Nola amb un nom més primitiu.
Les monedes porten la inscripció Υρινα ('Urina'), abreviatura de Υριναιος ('Urinaios') o Υριναιων ('Urinaion') i més rarament Υριανος ('Urianos') o Υριετης ('Urietes').